# Cololejeunea filicis
Cololejeunea filicis là một loài Rêu trong họ Lejeuneaceae. Loài này được (Herzog) Piippo mô tả khoa học đầu tiên năm 1990.